# Риу-Доси (муниципалитет)
Риу-Доси (порт. Rio Doce) — муниципалитет в Бразилии, входит в штат Минас-Жерайс. Составная часть мезорегиона Зона-да-Мата. Входит в экономико-статистический микрорегион Понти-Нова. Население составляет 2088 человек на 2006 год. Занимает площадь 112,305 км². Плотность населения — 18,6 чел./км².

## История
Город основан 7 апреля 1962 года.

## Статистика
- Валовой внутренний продукт на 2003 год составляет 9 268 429,00 реалов (данные: Бразильский институт географии и статистики).
- Валовой внутренний продукт на душу населения на 2003 год составляет 4224,44 реалов (данные: Бразильский институт географии и статистики).
- Индекс развития человеческого потенциала на 2000 год составляет 0,702 (данные: Программа развития ООН).